# Mary Sobrado
María Antonieta Sobrado D'Estefano es una bióloga e investigadora venezolana de la Universidad Simón Bolívar cuyas contribuciones científicas están orientadas hacia el estudio del uso eficiente que hacen las plantas de los recursos hídricos, la ecofisiología o fisiología de campo, la coexistencia de árboles que habitan en los bosques tropicales y el comportamiento de los manglares, estudios que son pioneros no solo en Venezuela sino en otras zonas de América tropical. Fue reconocida con el Premio Lorenzo Mendoza Fleury de la Fundación Empresas Polar en el año 2007.

## Estudios de pregrado y doctorado
Sobrado obtuvo en 1977 el título de licenciada en Biología de la Universidad Central de Venezuela, donde trabajó en su tesis con la tutoría de Ernesto Medina en un proyecto del Instituto Venezolano de Investigaciones Científicas (IVIC) en San Carlos de Río Negro, Estado Amazonas (1976-1977). Fue la estudiante pionera del proyecto en el Amazonas Venezolano, al cual subsecuentemente a partir de 1977 se incorporaron otros estudiantes. Allí investigó acerca de un tipo de vegetación conocido como Banas de Río Negro, lo que permitió el entendimiento de las relaciones hídricas y nutricionales en un ambiente de alta precipitación.
Con una beca otorgada por el entonces Consejo Nacional de Investigaciones Científica y Tecnológicas, Conicit, (actual Fondo Nacional de Investigaciones Científicas y Tecnológicas, Fonacit), estudió el doctorado en el Departamento de Biología Ambiental de la Escuela de Investigación en Ciencias Biológicas de la Universidad Nacional Australiana, en Canberra, donde contó con la tutoría en investigación de Neil Turner (Crop Adaptation, Division of Plant Industry, CSIRO), quien la entrenó para enfrentar los desafíos de hacer ciencia (1980-1983). Allí se investigó sobre las adaptaciones fisiológicas de cultivos de girasol en comparación con especies silvestres de girasol. 

## Carrera académica
En 1984 Mary Sobrado entró a formar parte de la Universidad Simón Bolívar como profesora de Fisiología e investigadora de los problemas de agua en plantas. Allí fundó el Laboratorio de Biología Ambiental donde desarrolló sus primeros trabajos en ecofisiología o fisiología de campo, relacionados con la interacción ambiente-planta, biología de organismos, fisiología de organismos en condiciones naturales. Gracias a su dedicación a la investigación, formó grupos de estudiantes y ascendió en el escalafón académico hasta la máxima categoría, Profesor Titular (1993), hasta que en 2003 decidió jubilarse pero manteniéndose activa "ad honorem" en el Departamento de Biología de Organismos.
Una de las subáreas de investigación en las que ha trabajado en fisiología de árboles cuyos estudios los inició en el Instituto de Ecología y Manejo de Recursos  de la Universidad de Edimburgo, con Paul Jarvis y John Grace, y donde se inició en el campo de la vulnerabilidad de embolismos en xilema.
Hizo estudios relacionados con su área en el Laboratorio de Isótopos Estables (Jim Ehleringer) de la Universidad de Utah, Estados Unidos.
Posteriormente, en el Proctor Maple, Laboratorio de la Universidad de Vermont, trabajó con Melvin Tyree los aspectos teóricos y experimentales fundamentales para entender los problemas asociados con el transporte hidráulico de las hojas (extracelular, intercelular e intracelular) y su posible relación con la estrcutura foliar, además de la subárea relacionada con el problema de la sequía y la eficiencia de las plantas en el uso del agua.

## Contribuciones científicas resaltantes en los últimos años
Las principales contribuciones de Mary Sobrado en el campo científico están orientadas hacia la fisiología de manglares, cuyos estudios los realizó con Marilyn Ball en el Departamento de Dinámica de Ecosistemas en la Escuela de Investigación de Ciencias Biológicas de la Universidad Nacional Australiana en Canberra. Esto fue continuado en los manglares de Venezuela. Las especies de manglar Avicennia germinans y Laguncularia racemosa son consideradas altamente tolerantes a ambientes salinos, y los estudios de Sobrado demostraron que en estas especies existe interrelación en la concentración de sal en el xilema, la cual se acumula en las hojas o es secretada por las glándulas de las hojas.
Otras contribuciones son los estudios realizados en el bosque húmedo tropical en el Laboratorio de Ecología de Bosques de Guyana, en Kouru, Guyana Francesa, con los investigadores Melvin Tyree y Merrien Fournier. Ello sirvió como antecedente a las investigaciones posteriores en el Amazonas Venezolano.
Más recientente, en San Carlos de Río Negro, Amazonas, Sobrado trabajó en posible fotoinhibición por alta irradiación mediante el uso de fluorescencia de hojas de Banas (caatinga amazónica), sobre suelos arenosos podzolizados, y donde desde los primeros estudios en 1976-1977, se determinó que las especies de estos hábitats tienen altísima capacidad de control de pérdida de agua por cierre estomático, precisamente en horas del mediodía lo cual podría inducir a fotoinhibición del aparato fotosintético.  Otras contribuciones son sobre relaciones hídricas tisulares en la toposecuencia de la caatinga amazónica  y bosques adyacentes, donde se muestra que en las partes topográficamente más elevadas, las cuales son propensas a déficits hídricos transitorios, se seleccionan especies relativamente resistentes a sequía, en comparación con as especies de zonas de laderas y valles, y con las especies del bosque mixto sobre oxisoles.  La determinación de isotopos estables δ13C y δ15N de las hojas como indicadores de eficiencia de uso de agua y la preponderante limitación de nitrógeno en estos hábitats tanto en arenas blancas podzolizadas (caatinga) como en suelos tipo oxisoles.  De tal forma, se esclarece que el grado de esclerofilia en estos bosques es muy variable y asociado a la deficiencia preponderantemente de nitrógeno, y no de fósforo como se pensó hace varias décadas. Por otra parte, también se aclara con información pertinente que la resistencia a la sequía es una característica desvinculada al escleromorfismo tal como se había especulado en décadas pasadas, pero sí asociada a la propensión a sequía de determinados hábitats dentro de la zona. Esto apuntaló la visión que tanto la geomorfología como el régimen hídrico de suelo contribuyen a moldear las comunidades vegetales por selección de especies con adaptaciones específicas a cada hábitat. Así, la determinación de relación entre suficiencia hidráulica y la eficiencia de uso de agua está estrechamente vinculada a la ubicación de las especies en cada hábitat de los bosques de la zona. Adicionalmente se ha explorado la relación entre la concentración de micro y macronutrientes de hojas tanto en especies de la caatinga amazónica sobre arenas podzolizadas como en especies sobre el oxisol en zonas adyacentes. Estos estudios completan una visión ecofisiólogica original iniciada en 1976-1977 por Mary Sobrado como estudiante de la Licenciatura en Biología de la UCV, la cual fue continuada treinta años más tarde (2008-2014) como investigadora consolidada. Tales trabajos constituyen piezas originales de investigación ecofisiológica en árboles del Amazonas (San Carlos de Río Negro, Estado Amazonas, Venezuela), realizados como única autora, y con exclusiva adscripción y financiamiento de la Universidad Simón Bolívar, Caracas, Venezuela.
Detalles: https://scholar.google.co.ve/citations?user=kKvZmwsAAAAJ&hl=en